# Caloptilia belfragella
Caloptilia belfragella là một loài bướm đêm thuộc họ Gracillariidae. Nó được tìm thấy ở Québec và Hoa Kỳ (bao gồm Texas, Maine, Kentucky, Ohio, Illinois và Michigan).
Ấu trùng ăn Rhus typhina, Cornus species (bao gồm Cornus asperifolia và Cornus drummondii) và Vaccinium species. Chúng ăn lá nơi chúng làm tổ. The mine starts as an underside tentiform mine that resembles the mine of Phyllonorycter species. Later instars (in most cases) roll an entire leaf evenly lengthwise, although some individuals do roll a transverse cone as is typical for the genus.